# Mezey Mihály (jogász, 1846–1910)

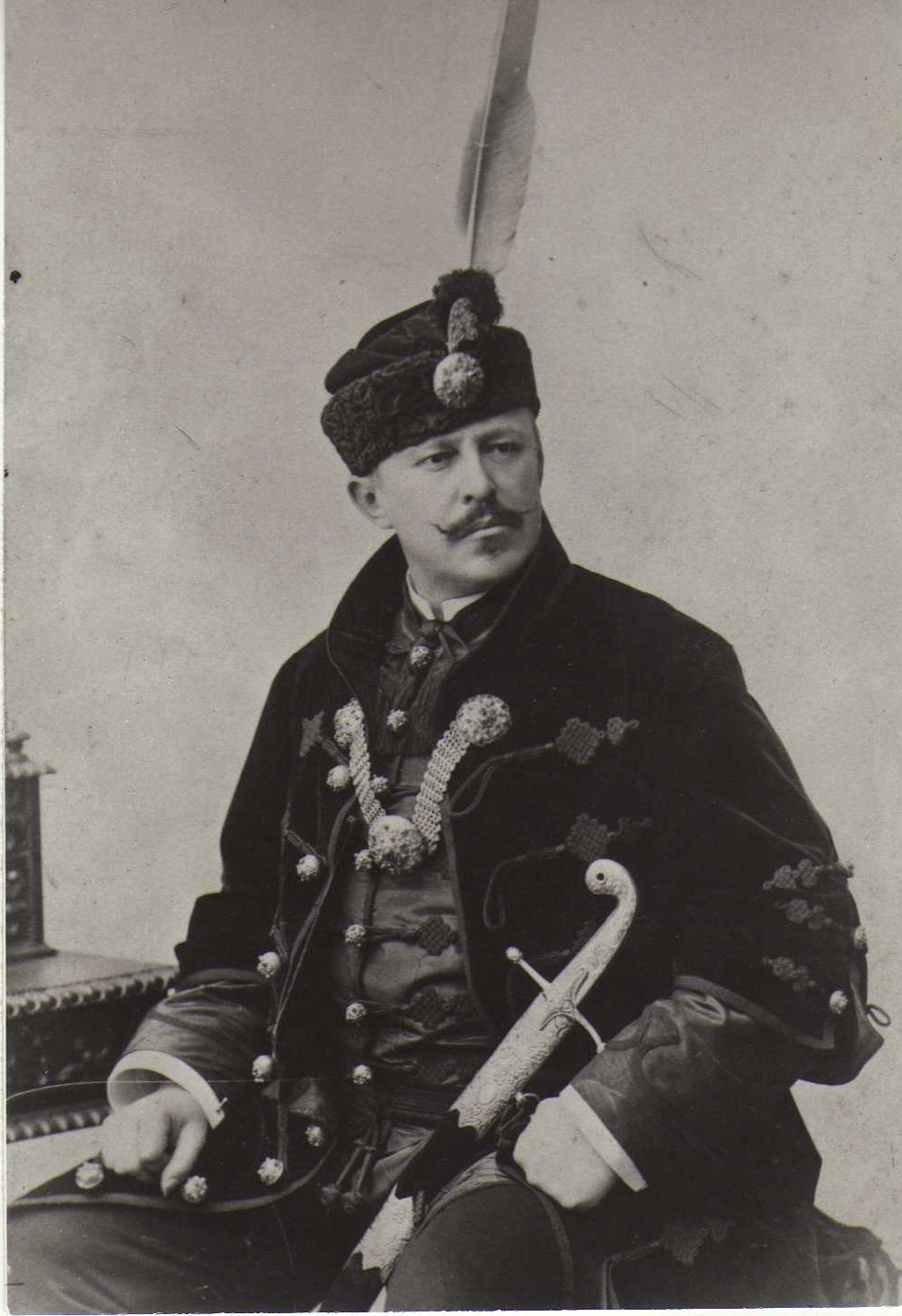
Ifjabb Mezey Mihály díszmagyarban. Nagyvárad, 1900 körül

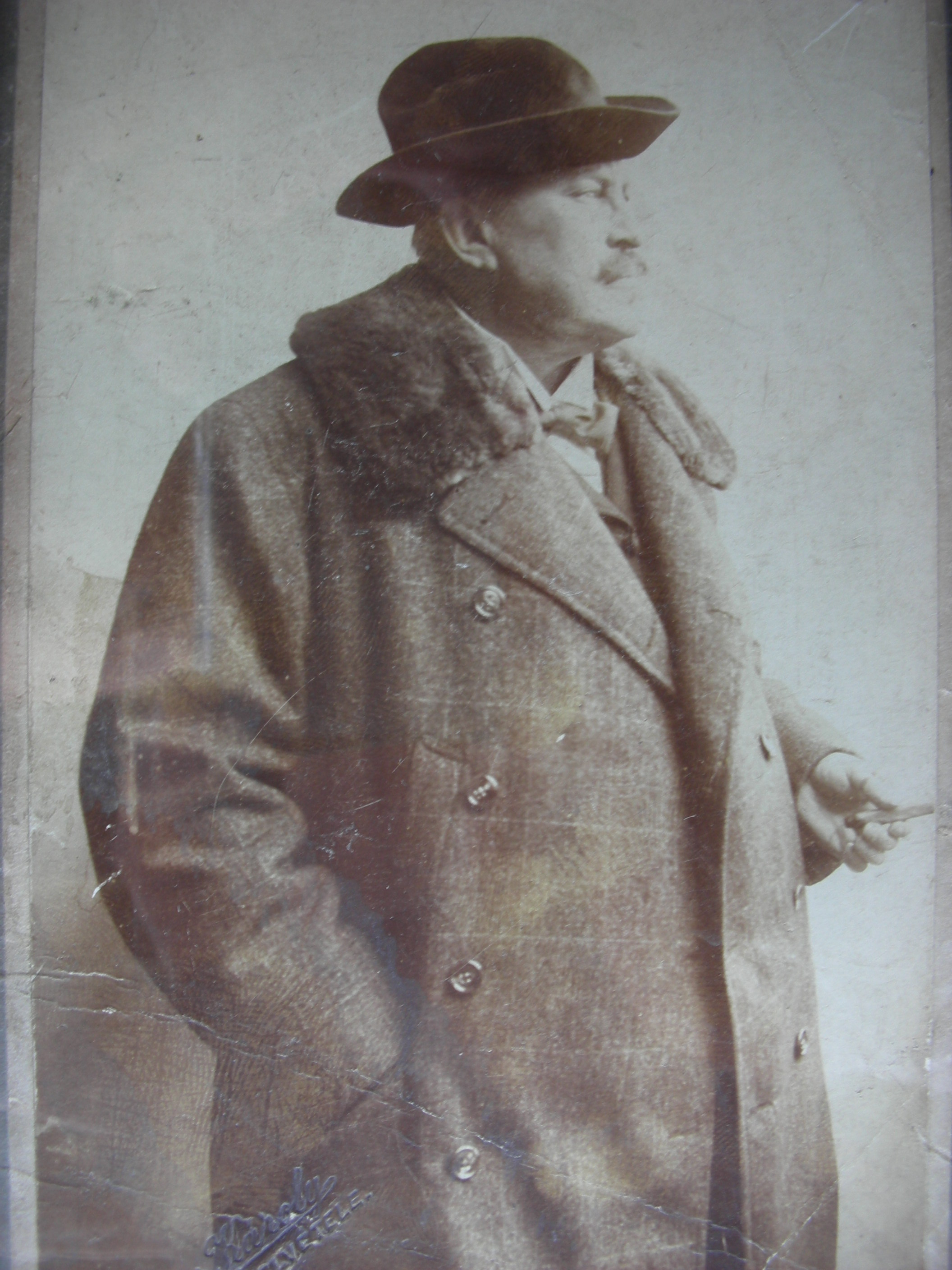
Ifjabb Mezey Mihály. Nagyvárad, 1910 körül

Ifjabb Mezey Mihály (Nagyvárad, 1846 – Nagyvárad, 1910. október 6.) jogász. Idősebb Mezey Mihály fia.
Iskoláit Nagyváradon végezte, jogi tanulmányait pedig részben külföldön folytatta.
1871-ben a Pesti Királyi Ítélőtábla előtt ügyvédi vizsgát tett. Ezt követően vizsgálóbíró volt Nagyváradon.
1873-ban feleségül vette Bulyovszky Erzsébetet, a későbbi nagyváradi polgármester, Bulyovszky József testvérét.
1875-ben áthelyezték Abaújszántóra közjegyzőnek. 1881. január 1-től visszahelyezték Nagyváradra.
Gyermeke nem született, felesége 1886-ban a szülőágyon halt meg, 33 évesen.
Ekkor a Fő u. 292. szám alatt laktak. Ezt követően 1890-ig a Kert utcában lakott, majd az édesapjától, illetőleg nagyapjától örökölt és 1874-ben átépített Körös-parti Kossuth Lajos u. 3. szám alatti Mezey-házba költözött.

## Tisztségei
- 1877-ben a Nagyváradi Önkéntes Tűzoltó Egylet Elnöke lett, és maradt is haláláig.
- a Polgári Kör Elnöke,
- a Polgári Lövészegylet fő lövész mestere,
- a Tornakör Elnöke,
- a Zenekedvelők Egyesületének Elnöke,
- a Fehérkereszt Egylet társelnöke,
- a Közjegyzői Kamara választmányi tagja,
- a Műkedvelő Fényképészek Korelnöke,
- az Állami Óvodák Felügyelő Bizottságának elnöke,
- a Gazdasági és Iparbank felügyelője,
- a Szigligeti Társaság alapító tagja,
- a Kányavár tagja,
- a Munkapárt nagyváradi alelnöke,
- 25 évig választási elnök,
- a Központi Országos Tűzoltó Választmány tagja,
- a Szabadelvű Párt nagyválasztmányi tagja,
- a Nagyváradi Református Egyház gondnoka,
- a Városi Jogügyi bizottság tagja
- a Városi Színügyi bizottság tagja,
- a Nagyváradi Tűzoltó Szövetség Elnöke.

## Érdekességek
Hírneves lokálpatrióta volt, egész életét Nagyvárad felvirágoztatásának szentelte.
1890-ben Ferenc József király nagyváradi látogatásakor ő volt a fogadóbizottság elnöke. 1910. augusztus 10-én Ferenc József király kinevezte valóságos belső titkos királyi tanácsosnak.
Barátainak mondhatta többek között Gróf Tisza Istvánt, a legjobb barátja Riemler Károly polgármester volt.
Nagy Endre Egy város regénye c. könyvében hosszasan ír róla (77. o.). Ady Endre is több cikket írt róla a Nagyváradi Naplóba (1900. március 14., 1902. január 15.).
A város polgárai kedveskedve kegyelmes úrnak szólították.
Városi virilista volt, negyedik az adózók sorában.
1910. október 6-án halt meg, temetésén az egész megyei és városi tisztikar és a város lakosságának nagy része jelen volt. A Szent László téren volt fölravatalozva, az egész város búcsúztatta.

## Emlékezete
Arcképét a Városháza, a Kányavár Egylet és a Tűzoltó Egylet is megfesttette.
A város díszsírhelyet adott hamvai részére, és Margó Ede szobrászművésszel készíttette el márvány síremlékét, melyet azonban Nagyvárad városának román vezetése az 1970-es években lebontatott.
Halála után a Kert utcát, mely Nagyvárad egyik fő utcája, róla nevezték el Mezey Mihály útnak. Ma Avram Iancu út.
Könyvtárát a városi iskola részére megvették családjától.